# C/1807 R1 (Großer Komet)
C/1807 R1 ist ein Komet, der im Jahr 1807 mit dem bloßen Auge gesehen werden konnte. Er wird aufgrund seiner Helligkeit zu den „Großen Kometen“ gezählt.

## Entdeckung und Beobachtung
Dieser Komet hätte aufgrund der Umstände seiner Sichtbarkeit eigentlich zuerst auf der Südhalbkugel entdeckt werden sollen, mehrere Wochen vor seiner tatsächlichen Auffindung, aber es gibt von dort keinerlei Berichte. In Australien wäre der Komet schon während des ganzen August 1807 am westlichen Horizont in der frühen Abenddämmerung zu sehen gewesen, denn seine Helligkeit nahm ständig bis auf 1 mag zu.
Die eigentliche Entdeckung wird daher dem Augustinermönch Parisi auf Castrogiovanni zugeschrieben, der den Kometen knapp über dem Horizont in der Abenddämmerung des 9. September 1807 sah, unweit der gleich hellen Spica. Es muss ein großartiger Anblick gewesen sein, denn auch Venus, Mars und Saturn standen am Himmel in der Nähe. Die südliche Standort des Beobachters war vorteilhaft gegenüber anderen Astronomen in Europa und anderswo, die ihre voneinander unabhängigen Entdeckungen erst einige Tage später machten.

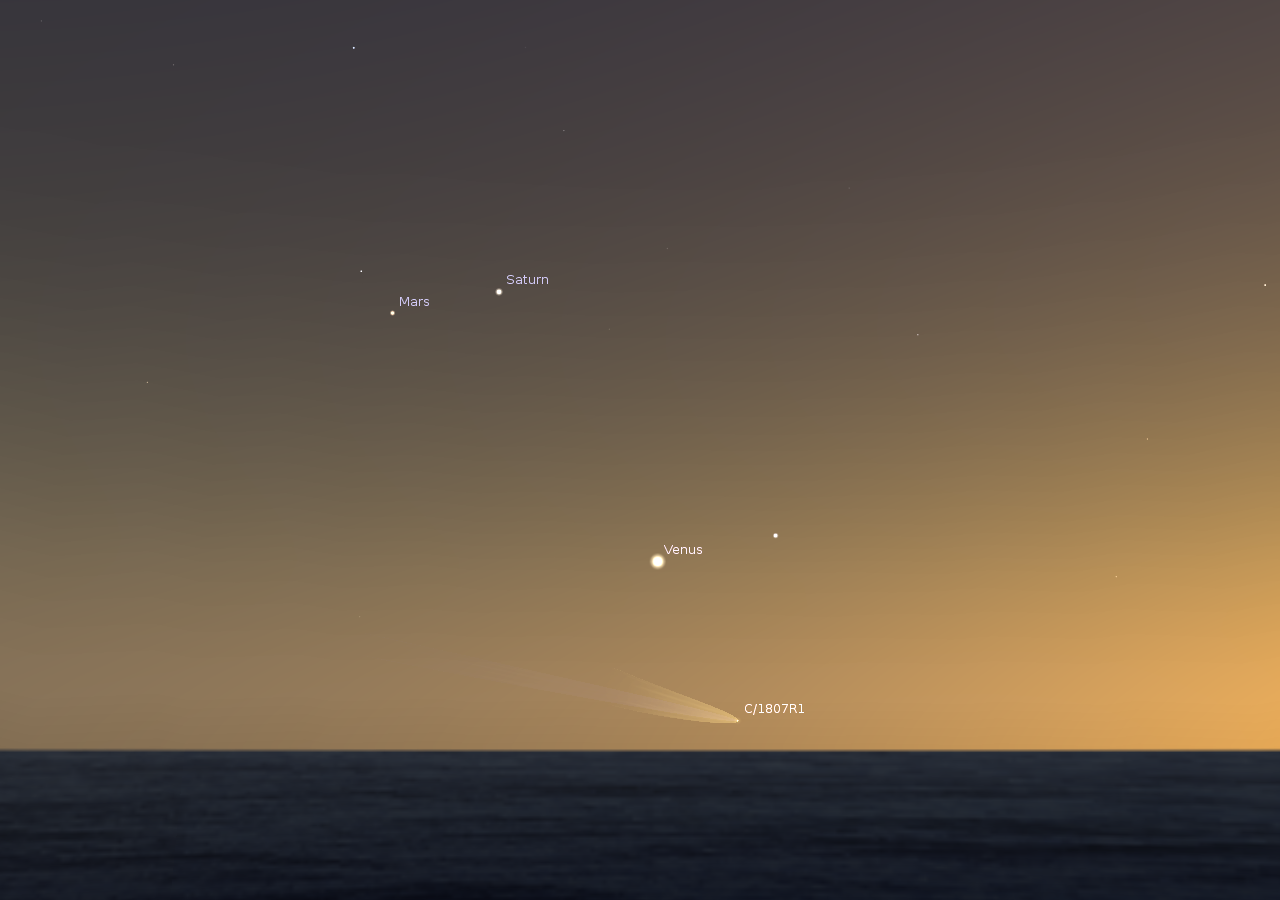
Anblick des Westhimmels kurz nach Sonnenuntergang am 9. September in Sizilien (Blick übers Mittelmeer); Stellarium 13.0

Der Landvermesser Seth Pease sah den Kometen während seiner Erforschung des Mississippi River in den USA am Abend des 20. September (Ortszeit). Am folgenden Abend sah ihn auch Jean-Louis Pons in Marseille und sein Kollege Jacques-Joseph Thulis konnte eine erste Positionsbestimmung durchführen. In den folgenden 10 Tagen gab es weitere Entdeckungen durch Jacques Vidal und Honoré Flaugergues in Frankreich, Edward Pigott in England, Johann Sigismund Gottfried Huth und Johann Friedrich Eule in Deutschland und Gonzalez in Spanien. Vidal sah den Kometen mit einem 7–8° langen Schweif.
Gegen Ende September entfernte sich der Komet wieder von Sonne und Erde, konnte aber noch während des ganzen Oktobers freiäugig verfolgt werden. Am 1. Oktober sah Johann Elert Bode einen 5° langen Schweif, während Huth am 4. Oktober berichtete, dass sich der Schweif in zwei Komponenten aufgeteilt hatte: einen über 6° langen, geraden Schweif und einen kürzeren, gekrümmten (nach heutiger Kenntnis vermutlich Plasma- und Staubschweif). Beide waren noch am 20. Oktober zu sehen, als Heinrich Wilhelm Olbers notierte, dass sie 1,5° voneinander getrennt waren: der nördliche sehr schmal, dünn, gerade und etwa 10° lang, der südliche kurz, breit und heller mit 4,5° Länge. Einige Tage später waren die beiden Schweife nicht mehr voneinander unterscheidbar, William Dunbar in Natchez sah am 24. Oktober noch einen Schweif von 2,7° Länge. Dem Göttinger Astronomen Hieronymus Schröter gelang eine ausgezeichnete Messreihe seiner Beobachtungen vom 4. Oktober 1807 bis zum 18. Februar 1808.
Auch im November und Dezember war der Komet noch ein Objekt für das bloße Auge, aber seine Helligkeit nahm ab und sein Schweif wurde unauffällig. Wilhelm Herschel schätzte seine Länge am 20. November noch zu 2,5°, Anfang Dezember konnte er nur noch in einem großen Refraktor einen kurzen Schweif erkennen.
Ab Januar 1808 liegen keine Berichte freiäugiger Beobachtungen des Kometen mehr vor, Dunbar sah ihn am 6. Januar nur noch mit dem Teleskop. Die letzten teleskopischen Sichtungen erfolgten am 19. Februar durch Olbers, am 24. Februar durch Friedrich Wilhelm Bessel und am 26. Februar nach langer Suche durch Dunbar. Der letzte Beobachter war Vincent Wisniewsky in Sankt Petersburg am 27. März 1808.
Seine maximale Helligkeit von 1 bis 2 mag erreichte der Komet am 20. September.

## Wissenschaftliche Auswertung
Bereits im Oktober 1807 wurden erste parabolische Umlaufbahnen für den Kometen durch Bode, Johann Karl Burckhardt und Francis Triesnecker berechnet. Bessel berechnete zunächst auch eine parabolische, aber nach Vorliegen weiterer Beobachtungsdaten die Parameter von elliptischen Bahnen. Da dies mit den Beobachtungen immer noch nicht zu seiner Zufriedenheit übereinstimmte, entwickelte er eine neuartige Berechnungsmethode für die Bahnelemente, die auch die wechselnden gravitativen Einflüsse der Sonne und der anderen Planeten während der Passage des Kometen durch das innere Sonnensystem berücksichtigte und die Präzision der einzelnen Beobachtungsdaten durch eine Gewichtung nach der von Carl Friedrich Gauß wenige Jahre zuvor entwickelten Methode der kleinsten Quadrate individuell berücksichtigte.
Da für diesen Kometen Beobachtungsdaten über ein halbes Jahr und damit über einen bedeutsamen Teil der Bahn des Kometen vorlagen, konnte die äußerst präzise Übereinstimmung von Bessels Berechnungen mit den Beobachtungen leicht überprüft werden. Damit konnte auch zum ersten Mal der mathematische Beweis erbracht werden, dass ein Komet (neben dem Halleyschen Kometen, bei dem es durch Beobachtung seiner regelmäßigen Wiederkehr bereits bekannt war) sich wirklich in einer elliptischen und nicht in einer parabolischen Bahn bewegt.

## Umlaufbahn
Für den Kometen konnte aus 70 Beobachtungen über 187 Tage durch Bessel eine elliptische Umlaufbahn bestimmt werden, die um rund 63° gegen die Ekliptik geneigt ist. Seine Bahn steht damit steil angestellt zu den Bahnebenen der Planeten. Im sonnennächsten Punkt der Bahn (Perihel), den der Komet am 19. September 1807 durchlaufen hat, befand er sich mit etwa 96,7 Mio. km Sonnenabstand im Bereich etwas innerhalb der Umlaufbahn der Venus. Bereits am 11. September hatte er sich der Venus bis auf etwa 116 Mio. km und am 15. September dem Mars bis auf etwa 125 Mio. km genähert. Am 26. September passierte er die Erde in etwa 172,5 Mio. km (1,15 AE) Abstand. Dies ist für einen Großen Kometen ein ungewöhnlich weiter Abstand zur Erde, nur zwei andere Große Kometen sind der Erde nicht näher als 1 AE gekommen, nämlich C/1811 F1 und C/1995 O1 (Hale-Bopp).
Nach den Bahnelementen der JPL Small-Body Database und ohne Berücksichtigung nicht-gravitativer Kräfte hatte seine Bahn einige Zeit vor der Passage des inneren Sonnensystems eine Exzentrizität von etwa 0,9954 und eine Große Halbachse von etwa 140 AE, so dass seine Umlaufzeit bei etwa 1660 Jahren lag. Der Komet könnte demnach bereits im Altertum um das Jahr 147 erschienen sein. Durch die Anziehungskraft der Planeten, insbesondere durch einen relativ nahen Vorbeigang am Jupiter am 2. Oktober 1807 in etwa 4 ½ AE Distanz, wurde seine Bahnexzentrizität aber auf etwa 0,9949 und seine Große Halbachse auf etwa 126,5 AE verringert, so dass sich seine Umlaufzeit auf etwa 1423 Jahre verkürzte. Wenn er um das Jahr 2520 den sonnenfernsten Punkt (Aphel) seiner Bahn erreicht, wird er etwa 37,8 Mrd. km von der Sonne entfernt sein, über 252-mal so weit wie die Erde und fast 8 ½-mal so weit wie Neptun. Seine Bahngeschwindigkeit im Aphel beträgt nur etwa 0,13 km/s. Der nächste Periheldurchgang des Kometen wird möglicherweise um das Jahr 3230 stattfinden. In Anbetracht der relativ unsicheren Bahnparameter sind alle angegebenen Daten nur als ungefähre Werte zu betrachten.